# Вяґарі
Вя́ґарі (ест. Vägari küla, інші варіанти назви: Vähari, Vahari) — село в Естонії, у волості Паюзі повіту Йиґевамаа.

## Населення
Чисельність населення на 31 грудня 2011 року становила 198 осіб.

## Географія
На північ від села проходить автошлях 37 (Йиґева — Пилтсамаа).

## Історія
Згідно з мапами 18-го століття село мало назву Wäggar.